# Coronet (журнал)
Coronet (журнал) - журнал-дайджест для широкой публики, выходивший с 23 октября 1936 года по март 1971 года, всего вышло 299 номеров. Журнал переодически продолжал выходить до сентября 1976 года. На обложке последнего выпуска размещалось фото актрисы Энджи Дикинсон. С 1936 по 1961 год журнал принадлежал журналу Esquire, а издателем был Дэвид А. Смарт.

## Содержание
Выпуски  представляли широкий выбор статей и материалов, а также краткий раздел книг.
Публиковались стихи, советы по выбору подарков и истории о звёздах. В большинстве выпусков также рекламировалась дочерняя компания Coronet Films.
Статьи о культуре и искусстве чередовались с приключенческими историями и социальными советами.

## Интересные факты
В 1937 году в журнале были опубликованы фотоснимки венгерского фотографа Андре Кертеса.